# ワン・オン・ワン (映画)
『ワン・オン・ワン』（原題: One on One）は、1977年のアメリカ合衆国の青春映画。監督はラモント・ジョンソン。

## あらすじ
コロラド州出身のバスケットボールの花形選手であるヘンリーは、四年間の奨学金を約束されロサンゼルスのウェスタン大学に入学するが、大学では思うように実力が発揮できず苦戦する。コーチからは奨学金の返上を迫られ、ヘンリーはそれを拒むが、コーチは彼を辞めさせようと不当な扱いをし始める。
学業面では家庭教師のジャネットが割り当てられ、当初はジョックを軽蔑していたジャネットだったが、やがてヘンリーに惹かれていく。

## キャスト
※括弧内は日本語吹替（初回放送1981年11月30日『月曜ロードショー』）
- ヘンリー・スティール：ロビー・ベンソン（三ツ矢雄二）
- ジャネット・ヘイズ：アネット・オトゥール（小山茉美）
- モーランド・スミス：G・D・スプラドリン
- バリー：ラモント・ジョンソン（英語版）
- ヒッチハイカー：メラニー・グリフィス
- ゴンザレス：ヘクター・モラレス
- B・J・ルドルフ：ゲイル・ストリックランド
- トム：コリー・フォーチャー
- 高校生：チャールズ・フライシャー

その他声の出演：塩見竜介、弥永和子、野島昭生、藤城裕士、村松康雄、池田勝、緒方賢一